# サルヴァドール
サルヴァドール（Salvador [sawvaˈdoʁ]）は、ブラジル北東部の大西洋岸にある港湾都市。同国バイーア州の州都である。なお一般的には、サルヴァドールよりもバイーア（Bahia [bɐˈiɐ] ( 音声ファイル)）と呼ばれる方が多い。
大西洋に面し、「諸聖人の湾」を取り囲む半島に位置している。主要な輸出港であるとともに、この湾周辺のRecôncavo Baiano大都市圏の中心でもある。2016年7月1日での市域人口は約294万人でサンパウロ、リオデジャネイロ、ブラジリアに次ぐ同国第4位の人口規模を有している。

## 概要
サルヴァドールの正式名称はサン・サウヴァドール・ダ・バイーア・ジ（デ）・トードス・オス・サントスで、「諸聖人の湾の、聖なる救世主」という意味である。諸聖人の日（万聖節）に発見されたことから、そう名付けられた。サルヴァドール自体はポルトガル語で救世主（＝キリスト）を意味する。
なお、「湾」を意味するバイーアは、本来ポルトガル語のスペルはBaía と表記されるが、昔から地名としては h を加えてBahiaと表記することが一般的とされてきた（どちらのスペルでも発音は変わらないが、表記が異なる理由は不明といわれる）。
また、サルヴァドールという同名のブラジルの都市と区別するために、サルヴァドール・ダ・バイーア（バイーア州のサルヴァドール）と地図などに書かれることもある。また現地を中心にブラジルではサルヴァドールよりも、バイーアという名称が古くより一般的に呼称されており定着している。1719年に書かれたロビンソン・クルーソーにも、この名前で登場する。このためバイーア出身の女性はBaiana（バイアーナ）、男性はBaiano（バイアーノ）という。ただし、バイーアの若い男性はiôiô, 若い女性はiaia（イオイオ・イアイア、より発音に近い表記はイョィヨー、イャィヤー）と呼ばれることもある。

## 歴史
「諸聖人の湾」が初めてヨーロッパ人によって発見されたのは1502年だが、サルヴァドールが建設されるのは1549年、初代ブラジル総督トメ・ヂ・ソウサ率いるポルトガル人入植者の到着を待たねばならなかった。その後急速にブラジルの主要貿易港として発展し、砂糖産業と奴隷貿易の中心地であったポルトガル領ブラジルの最初の首都となった。1552年にはブラジルで初めてカトリックの司教座となり、以後ブラジルのカトリック教会の中心地のひとつでありつづけている。1583年に人口1,600人に達した後も急速な成長を続け、北米でアメリカ独立戦争が起こった1776年の段階では、新世界で最大の都市のひとつになっていた。
当時サルヴァドールはポルトガル副王国グラン・パラ、およびバイーア・デ・トードス・オス・サントス県の首都であった。1624年5月オランダがサルヴァドールを攻略、翌1625年4月にポルトガルが奪還するまで、他の北東部の港と同様に占領を続けた。
1763年、その当時新たな経済の中心地となったリオデジャネイロへと植民地ブラジルの首都が移転したが、サルヴァドールはブラジル独立運動の拠点となり、1812年にはポルトガルによる攻撃を受けている。そして1823年7月2日には独立を達成した。その後ブラジルの工業化の流れに取り残されたため、150年にわたり斜陽の一途を辿っていた。この間1948年に人口は34万人、1991年には人口は208万人を記録している。
1832年2月29日、ダーウィンの乗ったイギリス軍艦ビーグル号が到着した。
1990年代に入り、市政府によって旧市街の歴史地区ペロウリーニョの浄化・復元プロジェクトが行われ、ブラジルの文化と観光の中心地となっている。このため一時は治安が良くないとされたが、交番も各所に設置されるようになり、カルナヴァルの時期などには多くの警官が街角に配備されることなどから、治安に対する不安も減少傾向にあるといわれる。
2014 FIFAワールドカップの開催都市の一つであった。

## 交通

### 鉄道
1860年代に開通した、ブラジルで最も古い鉄道において運行されている全長約11 km・州営の近郊電車が、安くて便利な交通機関として多くの市民に親しまれている。
また、新たな交通機関としてサルヴァドールメトロが2014年に完成した。二つの路線からなり、バスとともにネットワークを形成している。

### 航空
市街地から北東に28kmの地点にディユタード・ルイス・エドワルド・マガリャエス国際空港があり、国内外の多くの都市と結ばれている。

## 文化

### 大学
- バイーア連邦大学
- State University of Bahia
- Catholic University of Salvador

### サッカークラブ
- ECバイーア
- ECヴィトーリア

## 気候
| Salvadorの気候                                                                       | Salvadorの気候 | Salvadorの気候 | Salvadorの気候 | Salvadorの気候 | Salvadorの気候 | Salvadorの気候 | Salvadorの気候 | Salvadorの気候 | Salvadorの気候 | Salvadorの気候 | Salvadorの気候 | Salvadorの気候 | Salvadorの気候   |
| 月                                                                                   | 1月            | 2月            | 3月            | 4月            | 5月            | 6月            | 7月            | 8月            | 9月            | 10月           | 11月           | 12月           | 年               |
| ------------------------------------------------------------------------------------ | -------------- | -------------- | -------------- | -------------- | -------------- | -------------- | -------------- | -------------- | -------------- | -------------- | -------------- | -------------- | ---------------- |
| 最高気温記録 °C （°F）                                                               | 32.8 (91)      | 33.3 (91.9)    | 34.3 (93.7)    | 32.8 (91)      | 31.5 (88.7)    | 30.4 (86.7)    | 29.6 (85.3)    | 31.3 (88.3)    | 29.8 (85.6)    | 32.2 (90)      | 32.1 (89.8)    | 32.4 (90.3)    | 34.3 (93.7)      |
| 平均最高気温 °C （°F）                                                               | 29.9 (85.8)    | 30.0 (86)      | 30.0 (86)      | 28.6 (83.5)    | 27.7 (81.9)    | 26.5 (79.7)    | 26.2 (79.2)    | 26.4 (79.5)    | 27.2 (81)      | 28.1 (82.6)    | 28.9 (84)      | 29.0 (84.2)    | 28.2 (82.8)      |
| 日平均気温 °C （°F）                                                                 | 26.5 (79.7)    | 26.6 (79.9)    | 26.7 (80.1)    | 25.2 (77.4)    | 25.2 (77.4)    | 24.3 (75.7)    | 23.6 (74.5)    | 23.7 (74.7)    | 24.2 (75.6)    | 25.0 (77)      | 25.5 (77.9)    | 26.0 (78.8)    | 25.2 (77.4)      |
| 平均最低気温 °C （°F）                                                               | 23.7 (74.7)    | 23.9 (75)      | 24.1 (75.4)    | 22.9 (73.2)    | 23.0 (73.4)    | 22.1 (71.8)    | 21.4 (70.5)    | 21.3 (70.3)    | 21.8 (71.2)    | 22.5 (72.5)    | 22.9 (73.2)    | 23.2 (73.8)    | 22.7 (72.9)      |
| 最低気温記録 °C （°F）                                                               | 20.0 (68)      | 20.7 (69.3)    | 20.8 (69.4)    | 20.7 (69.3)    | 20.2 (68.4)    | 18.7 (65.7)    | 19.0 (66.2)    | 19.0 (66.2)    | 19.5 (67.1)    | 20.0 (68)      | 16.2 (61.2)    | 20.0 (68)      | 16.2 (61.2)      |
| 降水量 mm （inch）                                                                   | 110.9 (4.366)  | 121.2 (4.772)  | 144.6 (5.693)  | 321.6 (12.661) | 324.8 (12.787) | 251.4 (9.898)  | 203.6 (8.016)  | 135.9 (5.35)   | 112.2 (4.417)  | 122.2 (4.811)  | 118.5 (4.665)  | 132.0 (5.197)  | 2,098.9 (82.634) |
| 平均降水日数 （≥0.1 mm）                                                             | 14             | 17             | 19             | 21             | 23             | 23             | 23             | 20             | 17             | 14             | 14             | 14             | 219              |
| % 湿度                                                                               | 79.4           | 79.0           | 79.8           | 82.2           | 83.1           | 82.3           | 81.5           | 80.0           | 79.6           | 80.7           | 81.5           | 81.1           | 80.9             |
| 平均月間日照時間                                                                     | 244.9          | 228.8          | 232.5          | 189.0          | 173.6          | 168.0          | 179.8          | 201.5          | 210.0          | 229.4          | 213.0          | 223.2          | 2,493.7          |
| 出典1：World Meteorological Organization, Hong Kong Observatory (sun only 1961–1990) |                |                |                |                |                |                |                |                |                |                |                |                |                  |
| 出典2：Weatherbase (record highs, lows, humidity)                                    |                |                |                |                |                |                |                |                |                |                |                |                |                  |

## 人口動態
混血(53.8%)、黒人(28.5%)、白人(16.7%)、その他(0.9%)

## 今日のサルヴァドール

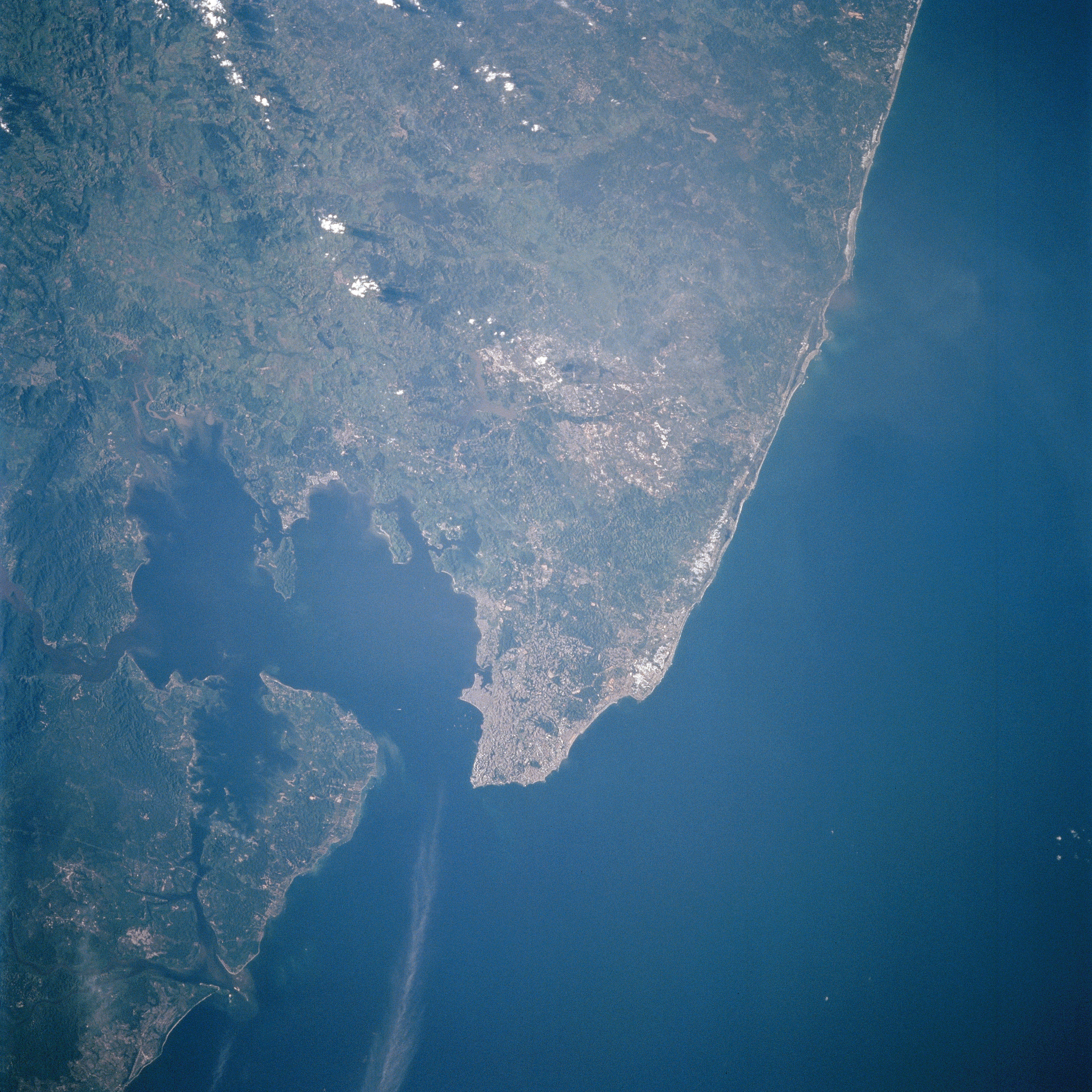
サルヴァドールと諸聖人の湾

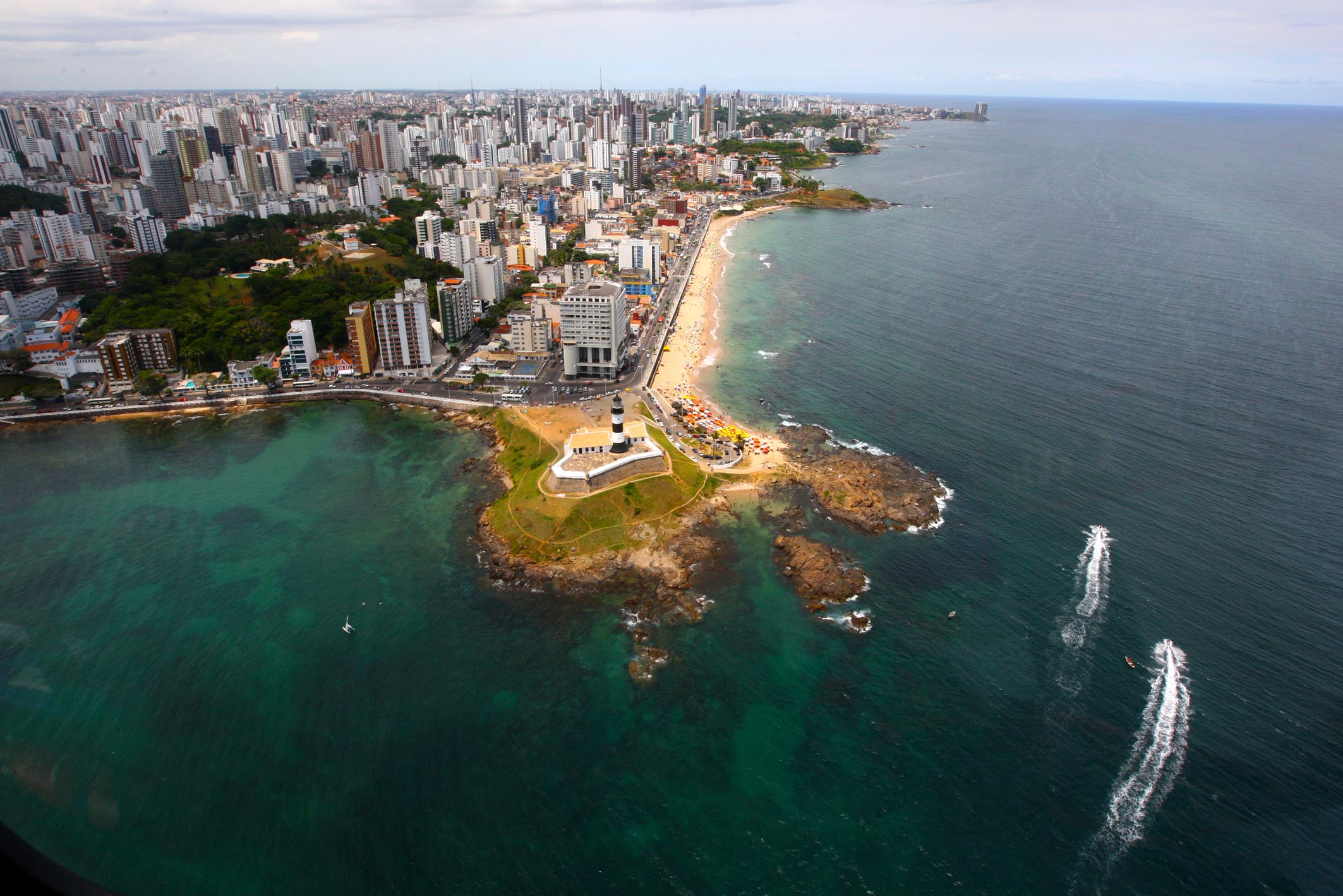
同上

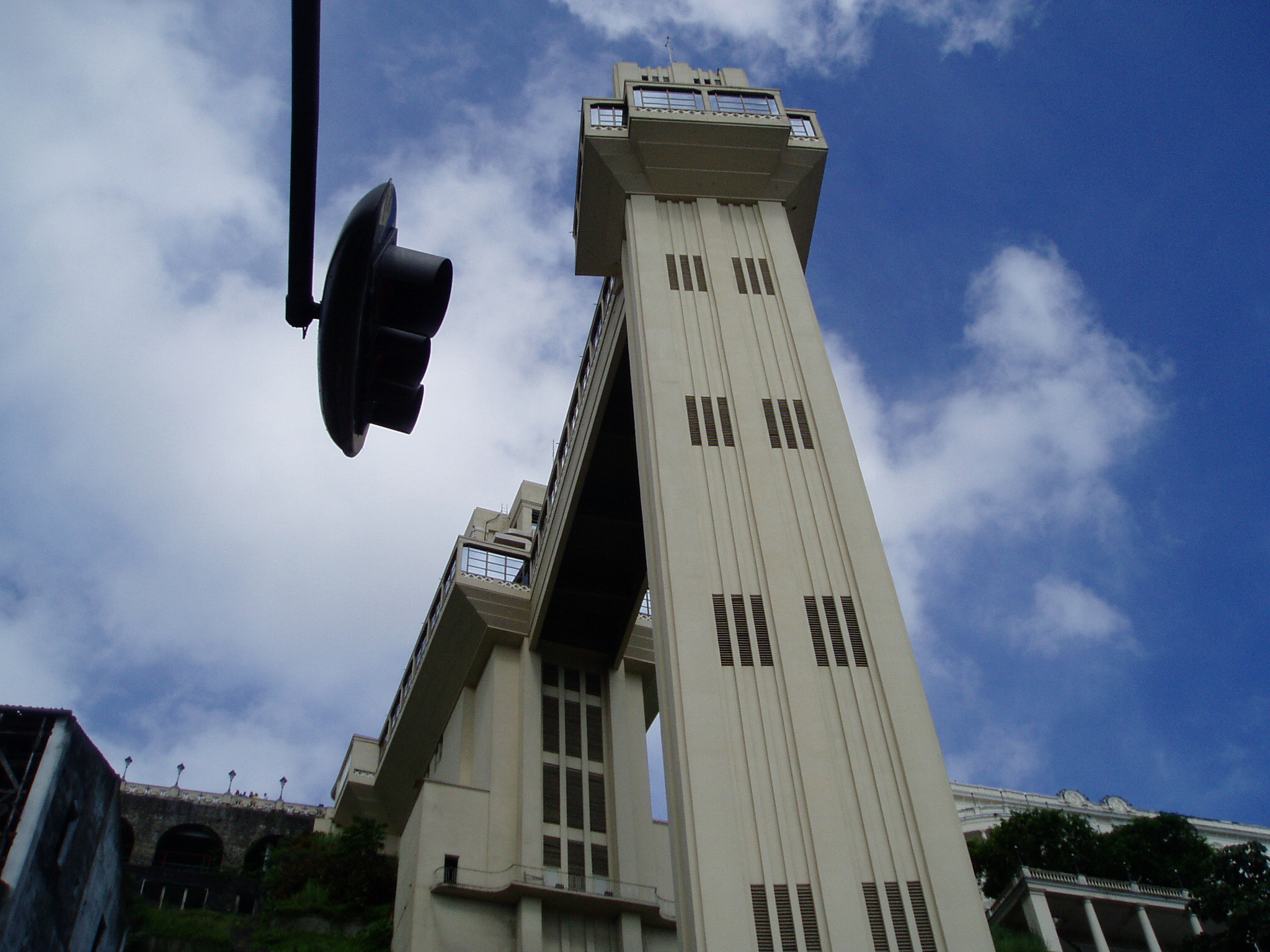
cidade alta（上の町）とcidade baixa（下の町）を連絡するエレベーター

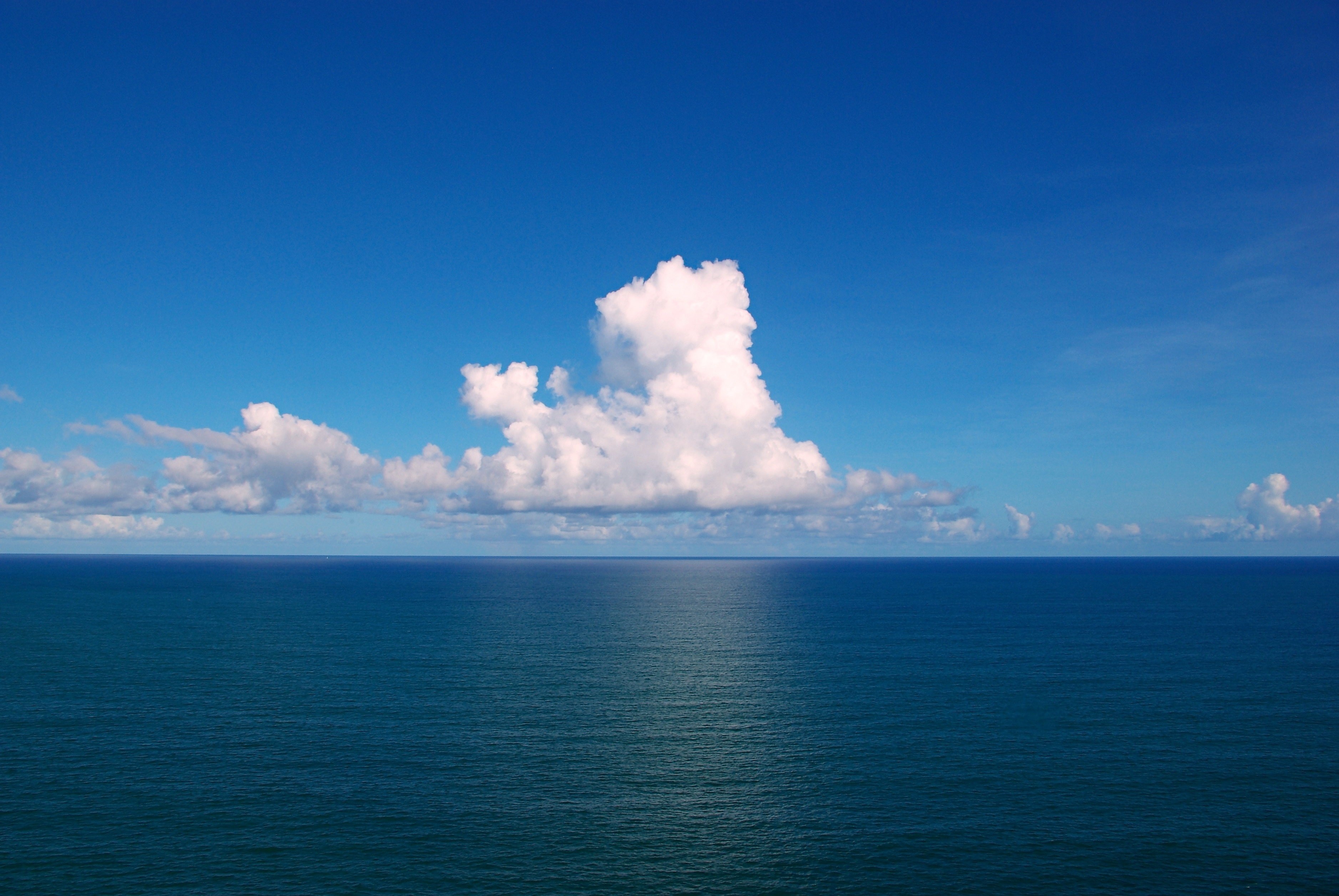
サルヴァドールの海

市街はcidade alta（上の町）とcidade baixa（下の町）に分かれている。大聖堂と政府関係の建物が最も高い地点にある。町にはブラジル初の大聖堂、最古の医学校など植民風の建築物が多く残されているとともに、アフリカの影響を受けた文化の存在も有名になってきている。住民の多くはアフリカから渡ってきた人たちの子孫である。ヨルバ・カンドンブレや格闘技カポエイラの中心地であり、350もある教会により、「黒いローマ」と呼ばれるほどでもある。アフリカ文化の影響は、料理や音楽、生活文化を通して地域の外にまで広がっている。
音楽的にはサンバは、サルヴァドールが発祥の地ともいわれる。またブラジルを代表する偉大な作曲家ドリヴァル・カイーミやガル・コスタ、グラミー賞を受賞したジルベルト・ジルといった、
MPB（現代ブラジルポピュラー音楽）のミュージシャンや歌手などスターなど、多くの著名なブラジル人の出身地としても知られる。ジルベルト・ジルはのちに市の評議会委員を経て、ブラジルの文化大臣も務めた。
ここ最近（およそ20年間）には、さらにバイーア風のポピュラーな音楽であるアシェ（Axé）が生まれた。ダニエラ・メルクリやイヴェッチ・サンガロはアシェの代表的な歌手である。またカルナヴァルの時期には、地域密着型の音楽集団であるブロコ・アフロ（Bloco Afro）も数多く結成された。中でもオロドゥンは世界的にも知られる。ブロコ･アフロはオロドゥンに限らず社会的な活動を行う文化団体としての顔も持っているのが特徴である。これらの歌手やミュージシャン、またバンドのCDは日本でも発売され、随時来日公演も行われることから、次第に知られるようになっている。
サルヴァドールの識字率は81%、平均所得はおよそ月447ドル（1990年代後半）である。貧困地域では公衆衛生が問題となっている。約三分の一の住民の家は下水道も浄化槽も整備されておらず、現在バイーア州政府ではBahia Azul, Viver Melhorといったプロジェクトに取り組んでいる。美しいビーチは歴史地区ペロウリーニョとならんで観光地だが、この影響で湾内の水質が悪いため、観光客にはイタポアンなど半島の大西洋側の海岸が勧められている。
サルヴァドール大都市圏のカマサリには、フォード・モーターの自動車工場があり、エコスポーツやフィエスタといった車種の製造を行っている。

## 著名な出身者

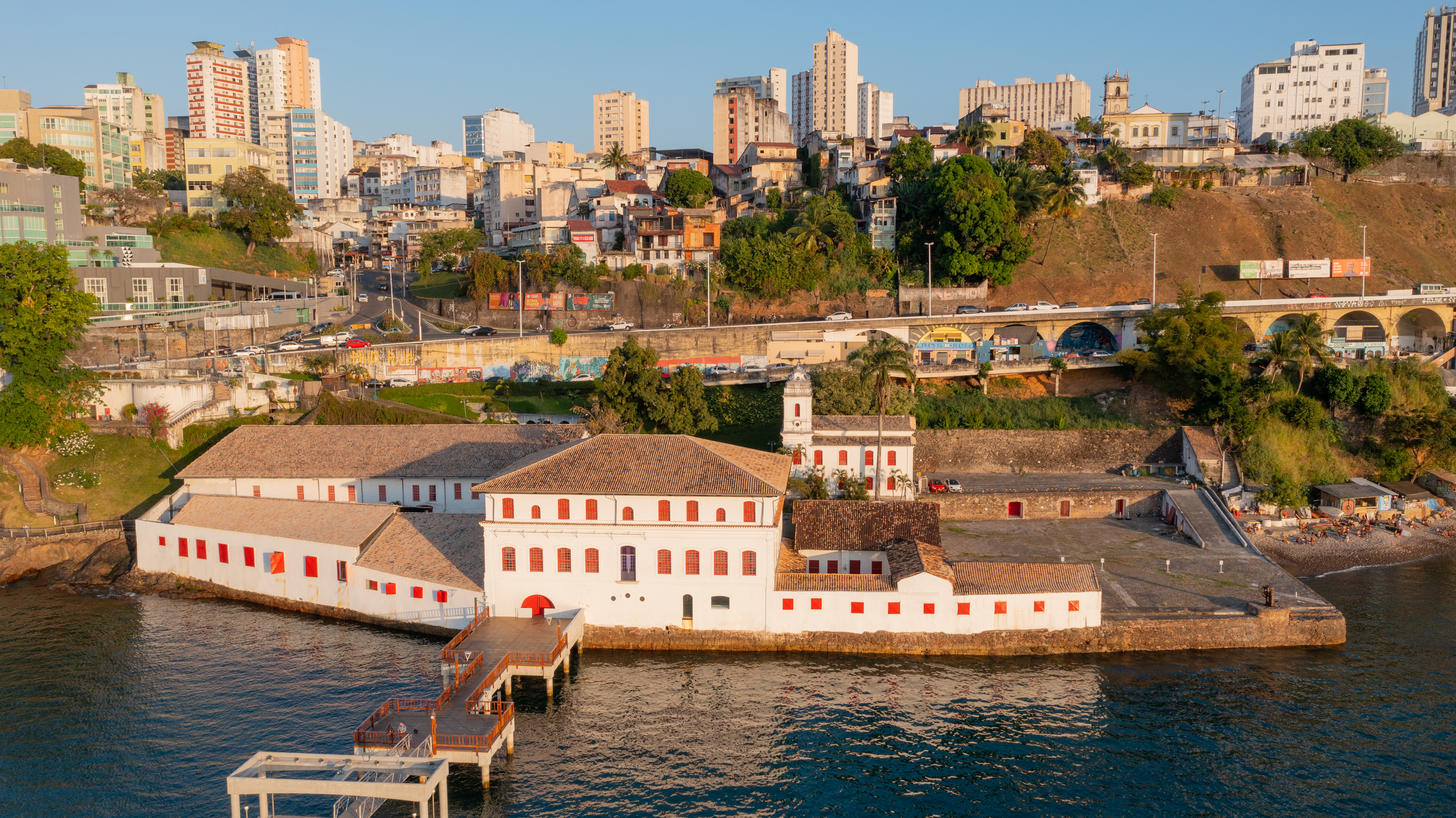
バイーア近代美術館 - ソラール・ド・ウンハン

- イタマル・フランコ - 政治家。第37代ブラジル大統領。
- アントニオ・カルロス・マガリャンエス - 政治家
- アドリアナ・リマ - ファッションモデル
- トニー・カナーン - F1ドライバー
- アセリノ・フレイタス
- ロブソン・コンセイソン
- リョート・マチダ
- ジョゼ・ロベルト・ガマ・デ・オリベイラ
- ダンテ・ボンフィム・コスタ・サントス
- ワラシ・ソウザ・シウヴァ
- オゼアス・レイス・ドス・サントス
- エジウソン・ダ・シルバ・フェレイラ
- マルコス・ダ・シルバ・フランス
- マルセロ・オリヴェイラ・フェレイラ
- ジュニーニョ - サッカー選手
- ウラジミール・ペレイラ - プロボクサー。元IBF世界フェザー級王者、2000年シドニーオリンピックボクシング代表選手(フェザー級)

## 姉妹都市
- ロサンゼルス、アメリカ合衆国 1962年
- アングラ・ド・エロイズモ、ポルトガル 1985年
- カスカイス、ポルトガル 1985年
- リスボン、ポルトガル 1985年
- コトヌー、ベナン 1987年
- ポンテベドラ、スペイン 1992年
- ハバナ、キューバ 1993年
- シャッカ、イタリア 2001年
- ハルビン市、中国 2003年

## 世界遺産
1549年から1763年までの間、サルヴァドールは、ブラジルの首都として機能していた。1985年には、UNESCOの世界遺産として登録された。250年間の首都としての繁栄が、現在にまで残る建築物に現れている。
- サルヴァドール大聖堂 - 1552年より建築が開始された大聖堂。ブラジルにおけるルネサンス建築の代表であり、ファザードは、本国ポルトガルのコインブラ新大聖堂によく似ている。
- サン・フランシスコ教会と修道院（en） - 1587年に建築が開始された教会。一度、オランダによる破壊を経験したが、1686年に再建が開始された。建築作業は18世紀まで続いた。
- ノッソ・セニョール・ド・ボンフィン教会（en） - 18世紀にサルヴァドールの下町に建設された教会。ブラジルにおける新古典主義建築の代表である。
- pt:Mercado Modelo　- 1861年に建設されたが、1984年には、一度、火災を経験している。サルヴァドールにおけるコミュニティの中心地。
- pt:Elevador Lacerda - 1873年に建設されたエレベーター。高台にあるTomé de Sousa Squareと下町のCayru Squareを結ぶ。高さは、72メートル。一度に128人を運ぶことができ、24時間稼動している。

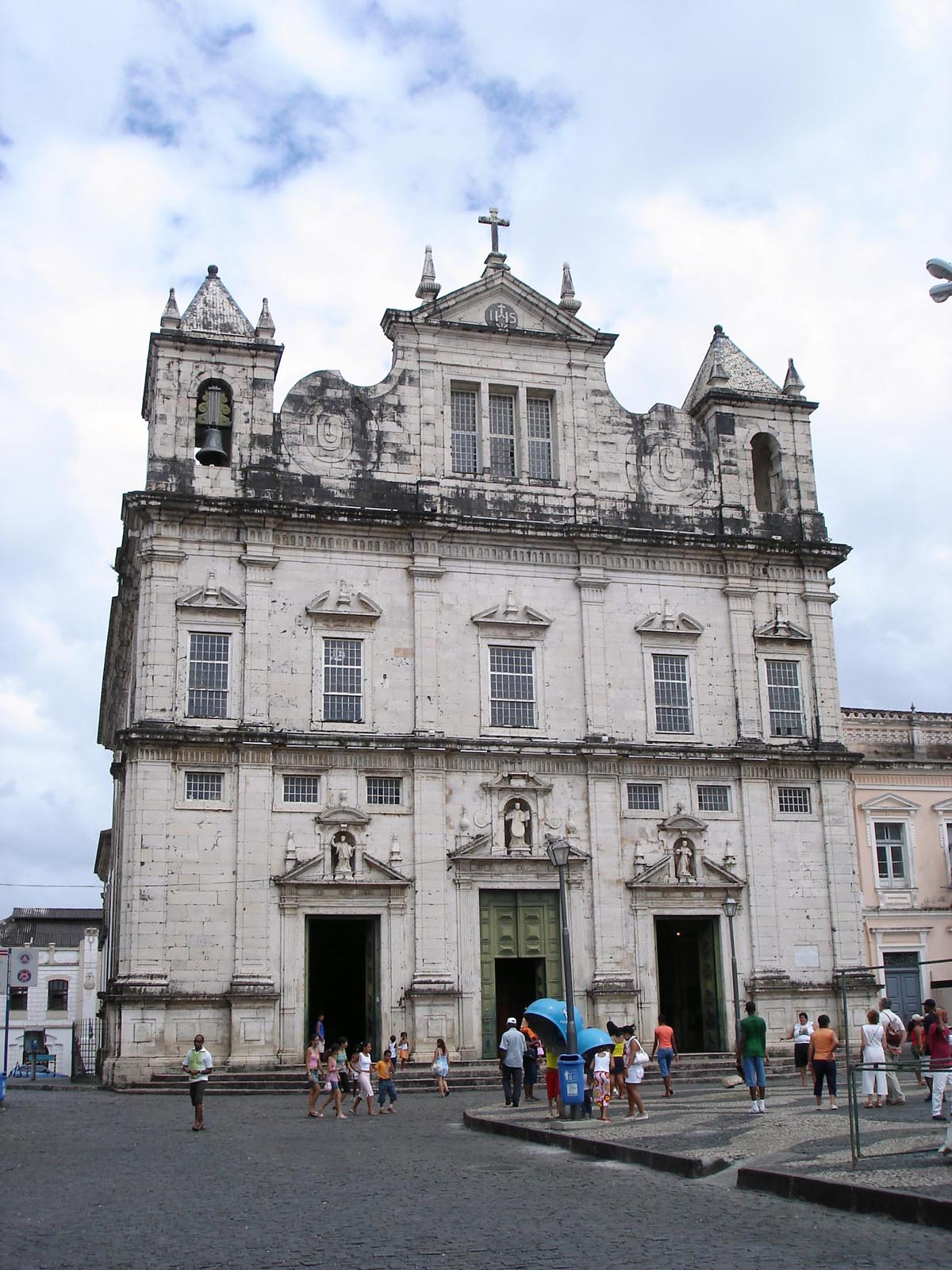
サルヴァドール大聖堂
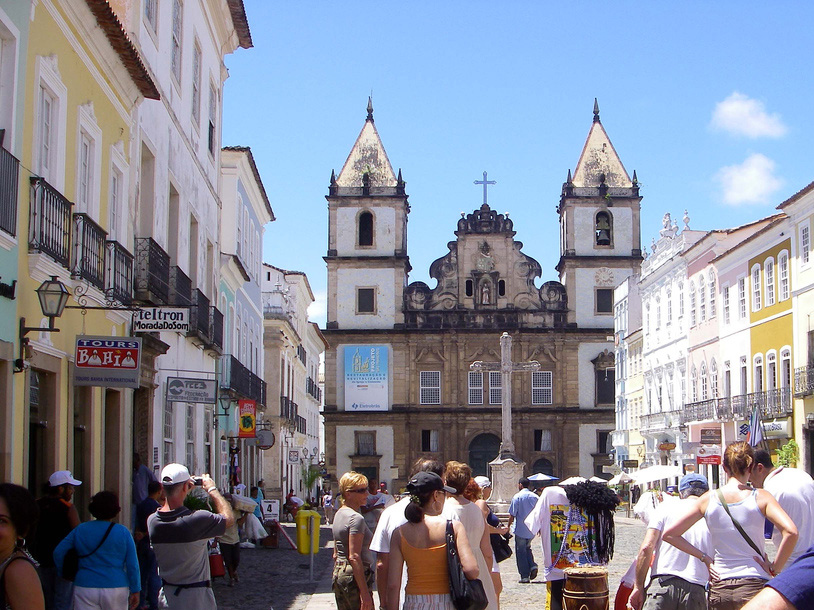
サン・フランシスコ教会と修道院
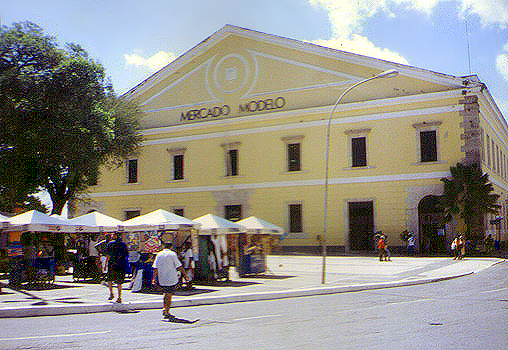
Mercado Modelo
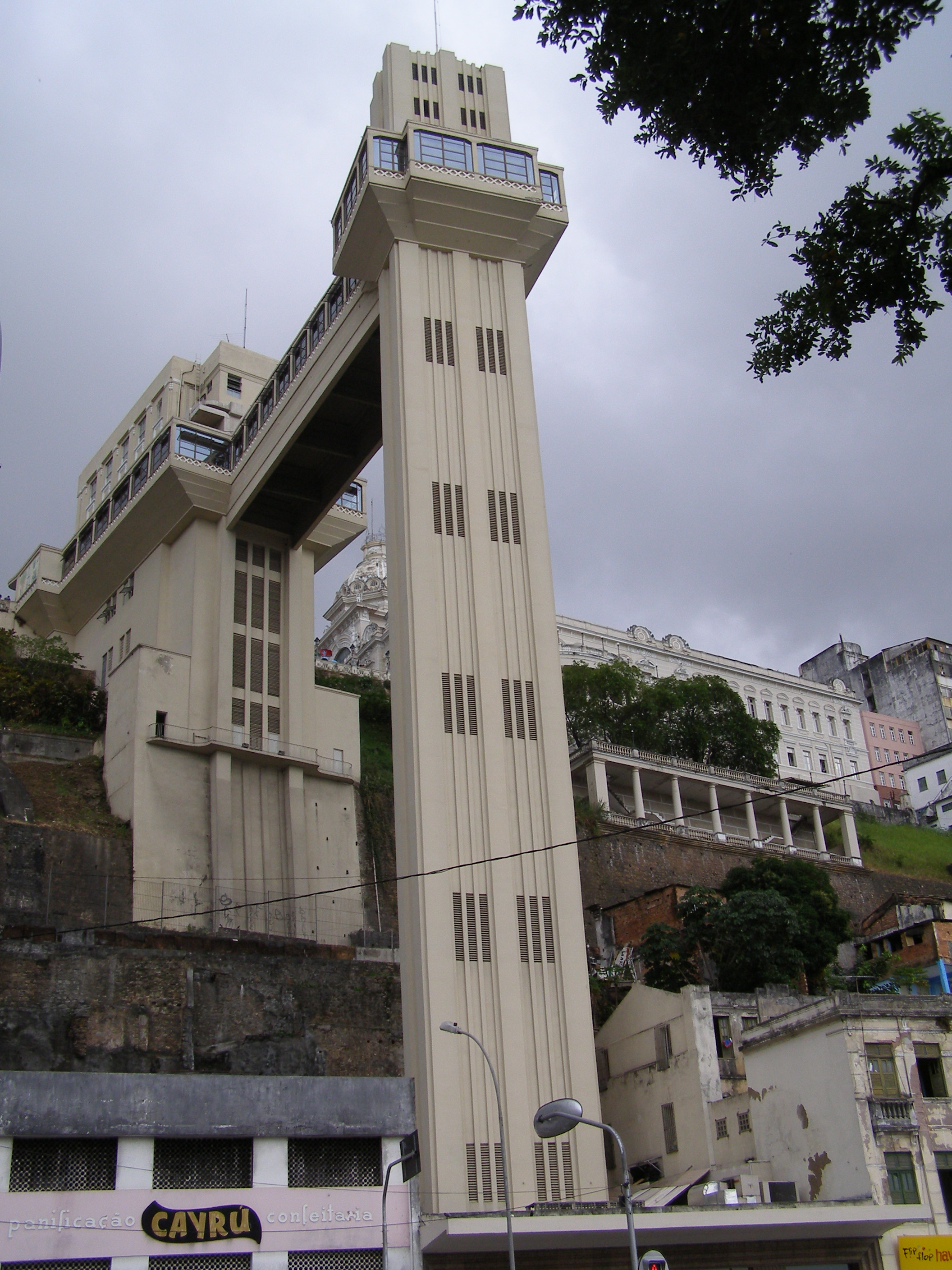
Elevador Lacerda

### 登録基準
この世界遺産は世界遺産登録基準のうち、以下の条件を満たし、登録された（以下の基準は世界遺産センター公表の登録基準からの翻訳、引用である）。
- (4) 人類の歴史上重要な時代を例証する建築様式、建築物群、技術の集積または景観の優れた例。
- (6) 顕著で普遍的な意義を有する出来事、現存する伝統、思想、信仰または芸術的、文学的作品と直接にまたは明白に関連するもの（この基準は他の基準と組み合わせて用いるのが望ましいと世界遺産委員会は考えている）。